# West Loch Estate
West Loch Estate es un lugar designado por el censo ubicado en el condado de Honolulu en el estado estadounidense de Hawái. En el año 2010 tenía una población de 5.485 habitantes.

## Geografía
West Loch Estate se encuentra ubicado en las coordenadas 21°21′41″N 158°1′28″O / 21.36139, -158.02444.